# Video CD
Video Compact Disc (VCD) – format zapisu cyfrowego strumienia audio-wideo na płycie kompaktowej. Format ten jest poprzednikiem DVD. Został stworzony w 1993 roku, dwa lata przed DVD.

## Specyfikacja techniczna

### Video
- Kodek: MPEG-1
- Rozdzielczość:
  - NTSC: 352 x 240
  - PAL/SECAM: 352 x 288
- Wymiary (Format):
  - NTSC: 107:80 (0,3% różnicy od 4:3)
  - PAL/SECAM: 4:3
- Liczba pełnych klatek na sekundę:
  - NTSC: 29,97 (30/1,001) lub 23,976 (24/1,001)
  - PAL/SECAM: 25
- Bitrate: 1150 kilobitów na sekundę
  - Zmienność bitrate'u: CBR (stały)

Ogólna jakość obrazu miała być podobna do VHS, ale ze względu na artefakty i niższą rozdzielczość obrazu (zwłaszcza pionową) jest zazwyczaj niższa, niż na dobrej jakości niezużytej kasecie VHS. Z drugiej strony jakość VCD nie spada przy kolejnych odtworzeniach. Na źle skompresowanych VCD, z szybkim ruchem mogą występować artefakty blokowe (tzw. pikseloza). Szczególnie niskiej jakości można się spodziewać przy nagraniach konwertowanych z formatu VHS – niedoskonałości tych dwóch sposobów przechowywania nagrań w takiej sytuacji się sumują, a szum pochodzący z nagrania VHS dodatkowo wzmaga artefakty występujące w nagraniu VCD.
Video CD jest pod większością względów kompatybilne z DVD-Video, poza wideo nagranymi z częstotliwością klatek równą 23,976 na sekundę. Standard DVD-Video wymaga, by każdy strumień wideo MPEG-1 był skompresowany z częstotliwością 25 lub 29,97 klatek na sekundę.

### Audio
- Kodek: MPEG-1 Audio Layer II
- Częstotliwość próbkowania: 44,1 kHz
- Kanały: Dwa kanały mono, lub jeden stereo
- Bitrate: 224 kilobitów na sekundę
  - Zmienność bitrate'u: CBR (stały)

Jak większość opartych na CD standardów, audio VCD jest niekompatybilne ze standardem DVD-Video ze względu na różnicę w częstotliwości próbkowania; DVD wymagają 48 kHz, natomiast VCD używają 44,1 kHz.

### Inne informacje
Płyta VCD nagrywana jest na zwykłej płycie CD w standardzie CD-ROM XA. Na pierwszej ścieżce znajduje się system plików ISO-9660 zapisany w trybie 2 formie 1, zawierający dane sterujące, pliki odnoszące się do ścieżek z materiałem filmowym i czasem inne pliki (np. zwiastuny, zdjęcia reklamowe itp.). Na kolejnych zapisanych ścieżkach umieszcza się właściwe dane audio-wideo w formie czystego multipleksu MPEG PS w trybie 2 formie 2 - dane te nie zawierają danych korekcyjnych, jedynie sektory umożliwiające wykrycie błędów odczytu. Ścieżek zawierających dane audio-wizualne może więcej niż jedna. Dzięki pominięciu sektorów zawierających dane naprawcze na płycie można umieścić znacznie więcej danych, a stały bitrate pozwala na dostosowanie ilości danych do pojemności płyty CD Audio podawanej w minutach. Tenże bitrate umożliwia również odczyt płyt Video CD napędom o prędkości 1x, które w chwili wdrażania standardu były jeszcze w użyciu. Płyty VCD mogą być odtwarzane przez komputerowe napędy CD-ROM oraz stacjonarne (podłączane do telewizora) odtwarzacze VCD. Również niektóre odtwarzacze DVD potrafią odtwarzać VCD.
Video CD zostało wprowadzone przez koncerny Philips i Sony w roku 1993. Był to standard VCD 1.1.
W 1995 roku rozwinął się standard do VCD 2.0. Dodano obsługę: MPEG Segmented Play Items (SPI), zdjęć, strumieni muzyki (bez obrazu), interaktywnej kontroli odtwarzania (PBC), łączenia możliwości odtwarzania zarówno zawartości w standardzie NTSC, jak i PAL, wyższej jakości muzyki (bitrate 384 kb/s) oraz kilka pomniejszych rzeczy.
Udoskonaloną wersją VCD jest standard SVCD, który pozwala zapisać na standardowej płycie CD film skompresowany kodekiem MPEG-2 – tym samym, co w DVD, ale z mniejszą rozdzielczością obrazu.
Istnieje wiele wariacji standardu VCD, m.in. XVCD, który pozwala na uzyskanie większej jakości kosztem krótszego czasu nagrania. Tylko niektóre urządzenia odtwarzające VCD radzą sobie z tymi modyfikacjami.
Najefektywniejszą metodą nagrania filmu na płycie CD-ROM jest jednak użycie jednego z nowoczesnych kodeków, takiego jak XviD, zgodny z MPEG-4 część 2, wspierany przez większość nowszych odtwarzaczy.